# Paisley Park Records
Fue la compañía discográfica fundada por Prince en 1987 y distribuida por Warner Records.
Además de álbumes de Prince, Paisley Park Records también publicó discos para The Time, Sheila E., The Family, Mavis Staples, George Clinton, Carmen Electra, Jill Jones, The Three O'Clock o Madhouse.
- Datos: Q2280168